# Fluweelengrot

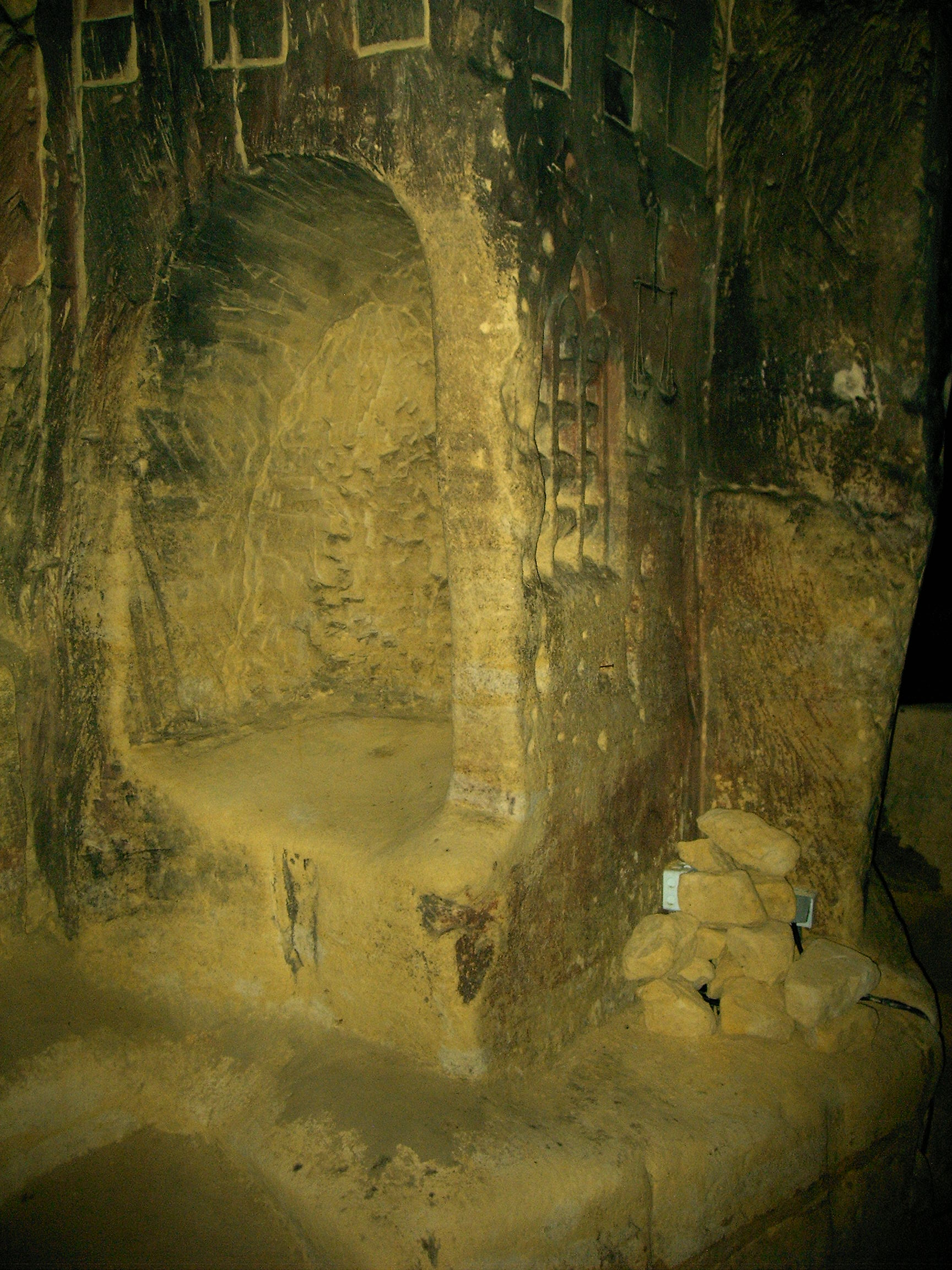
Beichtstuhl in der Kapelle

Die Fluweelengrot in Valkenburg aan de Geul ist ein im 12. Jahrhundert entstandenes, in Sandstein gehauenes Gangsystem.
Der abgebaute Mergel wurde für den Bau der Valkenburg genutzt. Im 19. Jahrhundert wurden die Gänge mit kunstvollen Holzkohlezeichnungen verziert; eine noch heute zu besichtigende Kapelle diente den Priestern im 18. Jahrhundert als Zufluchtsort. Erst im Jahre 1937 wurden geheime mittelalterliche Fluchtwege entdeckt, die die Burgruine Valkenburg mit der Außenwelt verbinden. So konnten die Ritter im Mittelalter ihre Belagerer aus dem Hinterhalt angreifen.
Während des Zweiten Weltkriegs dienten die Grotten den Bewohnern Valkenburgs als Zufluchtsstätte.
Heutzutage können Besucher die geheimen und verschachtelten Gänge des Labyrinthes mit einem deutsch-, englisch- oder niederländischsprachigen Führer erkunden. 

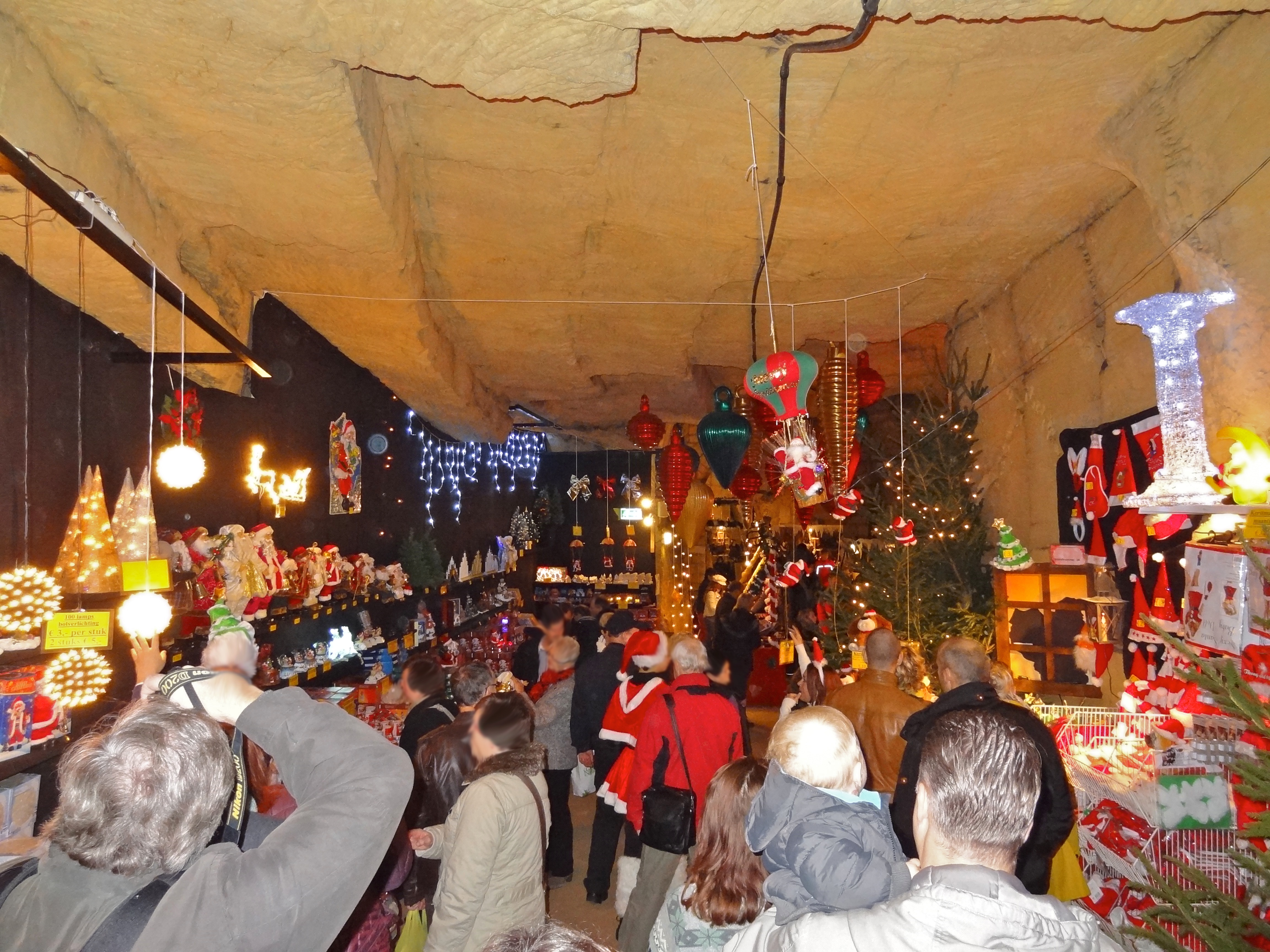
Weihnachtsmarkt in der Fluweelengrot

Zur Adventszeit findet in den Mergelhöhlen ein Weihnachtsmarkt statt.